# Lázně Kynžvart
Lázně Kynžvart (niem. Bad Königswart) – miasto w Czechach, w kraju karlowarskim. 
Według danych z 1 stycznia 2024, liczba mieszkańców miasta wynosi 1440 osób (1040. miejsce w kraju wśród miejscowości; 545. miejsce wśród miast).

## Demografia
| Rok             | 1970  | 1980  | 1991  | 2001  | 2003  | 2008  | 2016  | 2024  |
| --------------- | ----- | ----- | ----- | ----- | ----- | ----- | ----- | ----- |
| Liczba ludności | 1 368 | 1 468 | 1 655 | 1 620 | 1 647 | 1 592 | 1 454 | 1 440 |

Źródło: Czeski Urząd Statystyczny